# Sirène (mythologie grecque)
Pour les articles homonymes, voir Sirène (homonymie).
Œuvres principales
- L'Odyssée

Dans la mythologie grecque, les sirènes (en grec ancien : Σειρήν (Seirḗn), en latin : Sīrēn) sont des créatures fantastiques marines. Elles sont souvent dépeintes comme des chimères mi-femmes mi-oiseaux, à la différence des sirènes nordiques, créatures mi-femmes mi-poissons.

## Étymologie
Les dictionnaires étymologiques standards du grec mentionnent deux étymologies possibles pour le mot σειρήν « sirène » : une relation soit avec τεριος « corde », ou avec Σείριος Sirius, « l'étoile du chien ». Pour Eugenio Luján et Juan-Pablo Vita, ni l’une ni l’autre ne sont très convaincantes sur le plan sémantique et morphologique. Le mot mycénien se-re-mo- montre que le lexème était à l'origine un radical m. Or, la rareté des radicaux en m en grec et en indo-européen et la présence d'un s initial qui n'est pas devenu un point d'aspiration semblent indiquer une origine non indo-européenne du mot. Dans le passé, certains érudits ont proposé qu'il devait s'agir d'un emprunt sémitique lié à la racine de l'hébreu šîr « chanter », mais ces explications souffrent de certains défauts de détail. Pendant ce temps, l'ougaritique šrm, un duel ou pluriel du mot šr « chanteur », semble, selon ces chercheurs, être un bon candidat comme source du Gr. σειρήν. Cette hypothèse convient également au contexte culturel et chronologique dans lequel les locuteurs du grec au IIe millénaire av. J.-C. sont censés avoir adopté le mot.

## Mythes

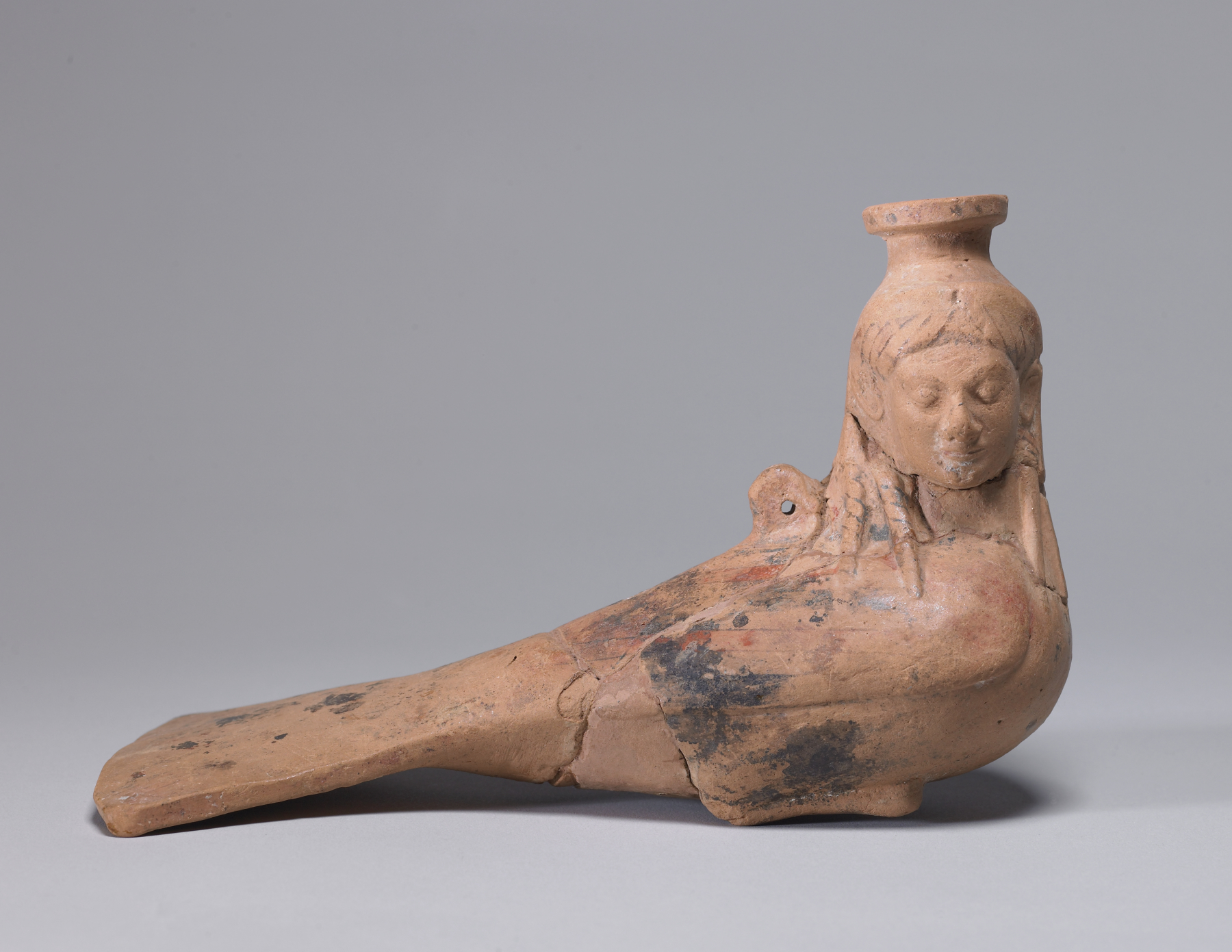
Vase à parfum archaïque en forme de sirène, env. -540

Musiciennes dotées d’un talent exceptionnel, les sirènes séduisaient les navigateurs qui, attirés par les accents magiques de leur chant, de leurs lyres et flûtes, perdaient le sens de l’orientation, fracassant leurs bateaux sur les récifs où ils étaient dévorés par ces enchanteresses. Elles sont décrites au chant XII de l’Odyssée comme couchées dans l’herbe au bord du rivage entourées par les « amas d’ossements et les chairs desséchées des hommes qu’elles ont fait périr ».

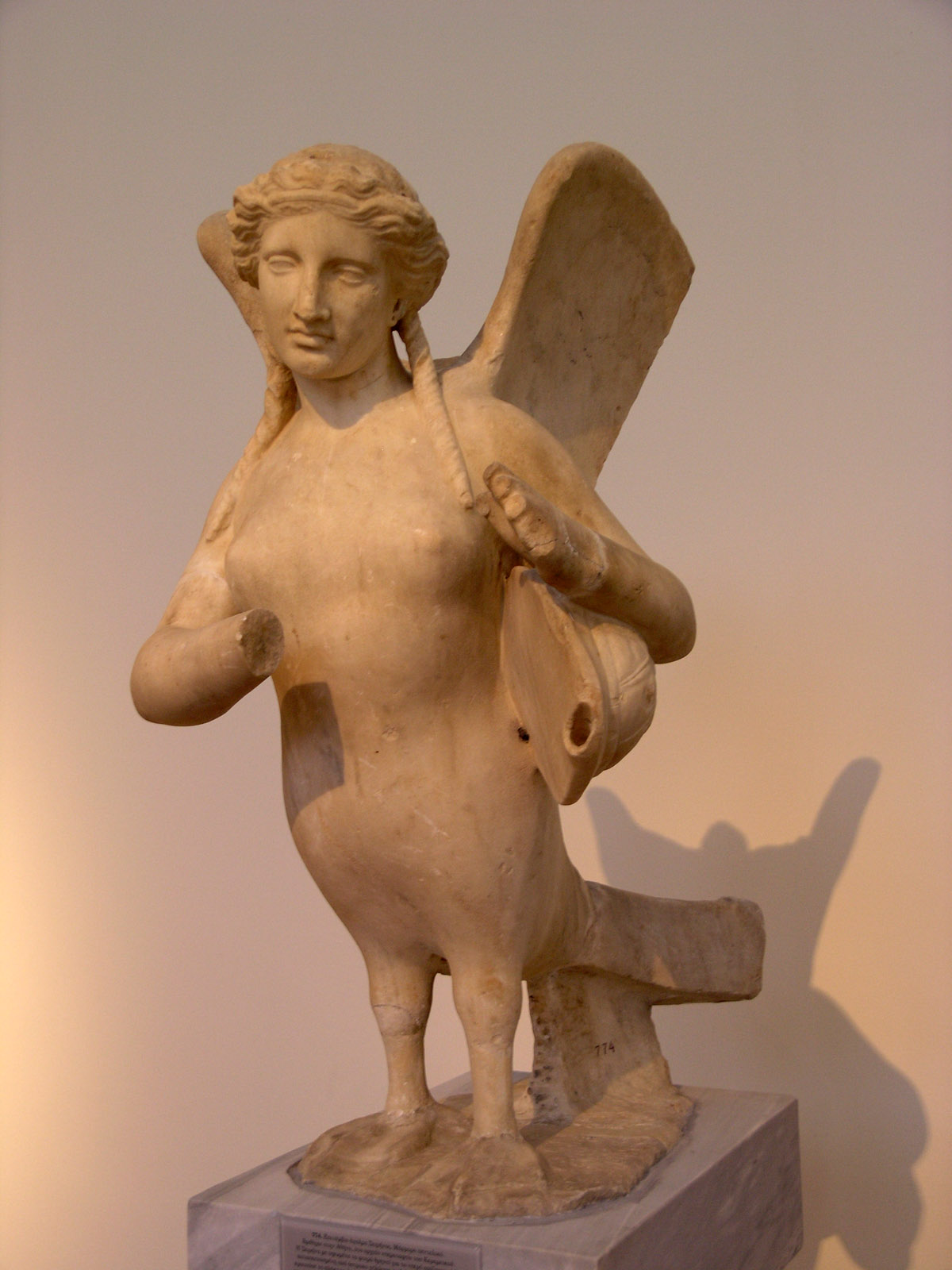
Statue funéraire d'une sirène en marbre pentélique. Œuvre de -370 Musée archéologique national, Athènes.

L’origine des sirènes n’est pas claire. Selon la mythologie, elles seraient les filles du dieu fleuve Achéloos et de Calliope, Melpomène, Stéropé, Melpomène ou Terpsichore[réf. nécessaire]. Les Romains racontent d’ailleurs que les sirènes étaient à l’origine des femmes normales, elles auraient été les compagnes de Coré, devenue par la suite « Perséphone », et auraient laissé Hadès l’emmener aux Enfers. Les sirènes auraient reçu leur forme comme punition pour ce crime et, par la suite, les sirènes, chantaient prophéties et chansons relatives au royaume d’Hadès. Euripide évoque dans Hélène le caractère funéraire des sirènes ce que confirment les représentations de sirènes sur des stèles funéraires. Mais certains mythes disent que les sirènes proviennent de la première Lamia qui, amante de Zeus, reçut la malédiction d'Héra et elle eut un corps de poisson (la conclusion du corps de serpent est fausse)[pas clair].
Une autre explication de leur métamorphose en attribue la cause à la colère d’Aphrodite. La déesse de l’Amour les affubla de pattes et de plumes tout en conservant leur visage de jeunes filles parce qu’elles avaient refusé de donner leur virginité à un dieu ou à un mortel.
Ces divinités d’origine fluviale[réf. nécessaire] étaient très fières de leur voix et défièrent les Muses, les neuf filles de Zeus et de Mnémosyne. Les Muses remportèrent le défi et exigèrent une couronne faite des plumes de sirènes, ce qui les priva du don de voler. Vaincues, elles se retirèrent sur les côtes d’Italie méridionale. 
Elles interviennent dans l’histoire des Argonautes, rapportée par Apollonios de Rhodes. Alors que l’Argo s’approchait de leurs rochers, Orphée triompha d’elles par la beauté de son chant. Seul l’un des marins, Boutès préféra la mélodie des sirènes à celle du fils de Calliope. Il se jeta dans la mer pour rejoindre les enchanteresses, mais fut sauvé par Aphrodite.
De même, Ulysse et ses compagnons parvinrent à résister à leur pouvoir de séduction. Après avoir été mis en garde par Circé, Ulysse fit en effet couler de la cire dans les oreilles de ses marins pour qu’ils ne puissent pas entendre les sirènes tandis que lui-même se faisait attacher au mât du navire, et quand il demandait à ses marins de le détacher ils devaient serrer les liens encore plus fort. Ainsi Ulysse put écouter leur chant sans se précipiter vers elles malgré la tentation. À la suite de cela, les sirènes se seraient suicidées de dépit en se jetant dans la mer du haut de leur rocher.

### Nombre et noms des sirènes

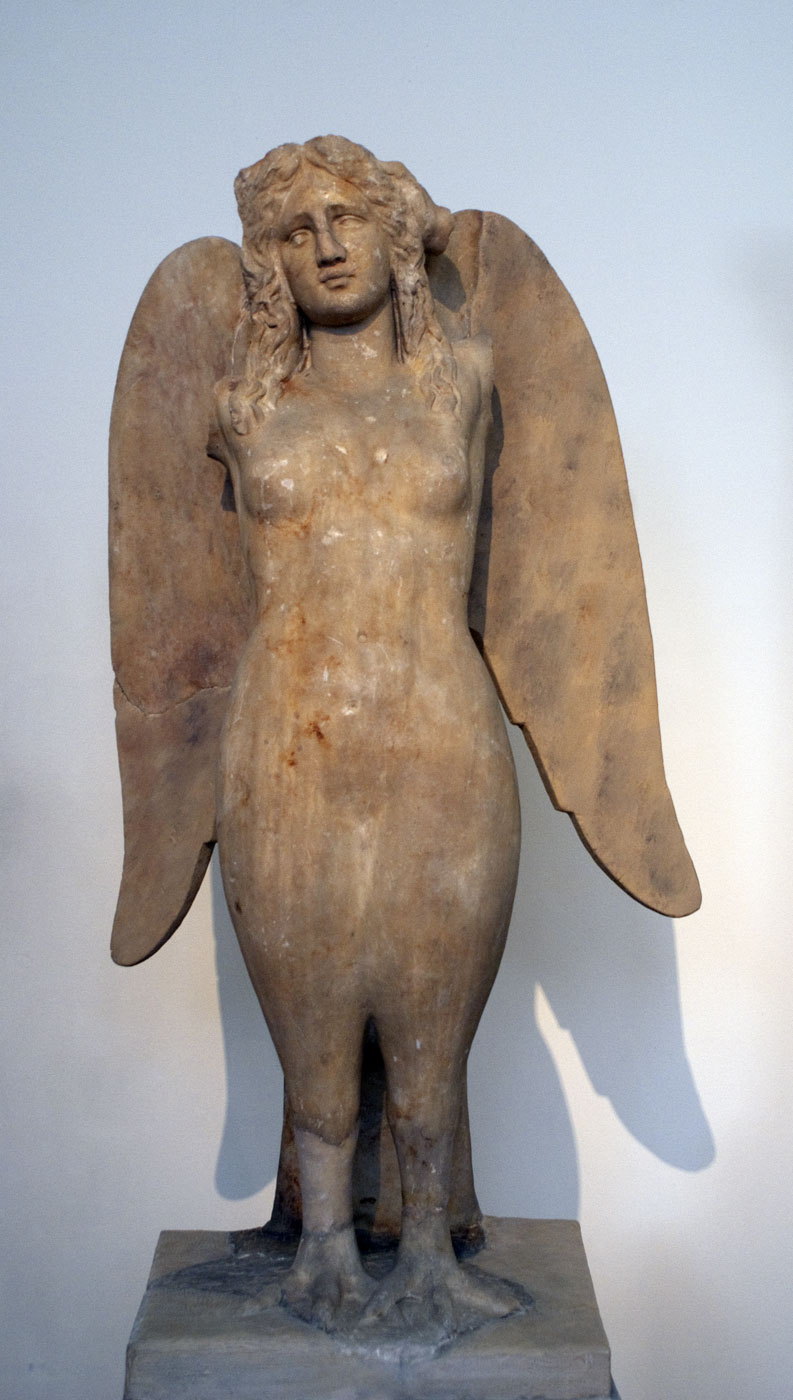
Sirène sur une stèle funéraire grecque, vers -330

Les sources divergent au sujet de leur nombre et de leurs noms. Il n’est pas mentionné chez Homère. Toutefois une scholie à l’Odyssée fait remarquer qu’Homère utilise à plusieurs occasions le duel, ce qui sous-entend qu’il y aurait deux sirènes. Il précise qu’il existe quatre sirènes dont il donne les noms, Aglaophème (Ἀγλαοφήμη / Aglaophḗmē, « celle à la réputation brillante »), Thelxiépie (Θελξιέπεια / Thelxiépeia, « celle qui méduse par le chant épique »), Pisinoé (Πεισινόη / Peisinóē, « celle qui persuade ») et Ligie (Λιγεία / Ligeía, « celle au cri perçant »). Pour Apollodore, les sirènes sont trois et s’appellent Pisinoé, Aglaopé, Thelxiépie. D’autres noms sont donnés dans les sources ; ils font toujours référence au pouvoir des sirènes : Aglaophonos (Ἀγλαοφώνος / Aglaophṓnos, « celle qui a une belle voix »), Aglaopé (Ἀγλαόπη / Aglaópē, « celle au beau visage »), Thelxinoé (Θελξινόη / Thelxinóē, « celle qui enchante ») ; Thelxiope (Θελξιόπη / Thelxiópē, « celle qui méduse par la parole »), Molpé (Μόλπη / Mólpē, « la musicienne »), Raidné (« l’amie du progrès »), Télès (« la parfaite »). Une autre tradition suivie par Apollonios de Rhodes, Lycophron ou Strabon considère que les sirènes sont trois et ont pour noms : Leucosie (Λευκωσία / Leukōsía, « la blanche créature »), Ligie et Parthénope (Παρθενόπη / Parthenópē, « celle qui a un visage de jeune fille »). Traditionnellement, elles sont trois : l'une joue de la lyre, une autre de la flûte et la troisième chante.
Le grammairien et poète byzantin Jean Tzétzès indique au XIIe siècle indique qu'il existe trois sirènes, filles du dieu fleuve Achéloos et de la muse Terpsichore : soit Leucosie, Ligie et Parthenope, soit Aglaonoe, Aglaophème et Thelxiepeia.

### Généalogie des sirènes
Apollodore classe les sirènes en tant que fille d'Achéloos (ainsi appelées Achéloïdes) qu'il a eu avec Stérope ou Melpomène. D'autres auteurs racontent que leur mère est Calliope (Servius) ou bien Gaïa (Euripide). Enfin, Plutarque les cite en tant que filles de Phorcys et de Kéto.

### Localisation géographique
Dès l’Antiquité, le débat fut vif concernant la localisation des épisodes homériques. Selon les Grecs, les sirènes vivaient sur une ou plusieurs petites îles vertes situées à l’ouest de la Sicile : Anthemusa (en) et les îles des Sirènes (selon les Siciliens, près du cap Peloro, aujourd’hui Faros, tandis que les Latins les situent à Capri), se montrant particulièrement redoutables à l’heure de la sieste, par temps calme. Strabon rapporte que le tombeau de la sirène Parthénope se trouvait à Néapolis. Leucosie aurait donné selon le même auteur son nom à l’île d’où elle s’était jetée dans la mer. Le sanctuaire de Ligie se trouvait sur la côte tyrrhénienne de la Calabre, dans l’ancienne ville Terina, l’actuelle Lamezia Terme. 
Un rocher à triple pointe séparant le golfe de Cumes du golfe de Poséidonie s’appelait alors Sirènes. Victor Bérard, un helléniste français, fait des îles Galli le lieu de rencontre entre Ulysse et les sirènes.

## Représentations
Homère, dans l’Odyssée, ne fait aucune allusion explicite à des femmes-oiseaux ; son texte semble même suggérer des femmes normales se tenant au bord de la mer. Les auteurs plus tardifs parlent de créatures ayant le haut du corps de femmes et le bas du corps d’oiseaux, mais ne s’accordent pas sur la proportion. Ovide dans les Métamorphoses évoque des créatures ailées moitié oiseaux moitié jeunes filles, sans plus de détails. La nature hybride de la sirène, mi-femme, mi-oiseau, est expliquée par la mythologie comme une punition qui les relie au monde infernal. Sur les monuments funéraires, elles figuraient des divinités léthifères chantant au son de la lyre et laissant supposer des intentions érotiques à l’égard du héros décédé[réf. nécessaire].
Il reste quelques vases grecs qui racontent les aventures d’Ulysse : sur ceux qui sont antérieurs au IIIe siècle av. J.-C., les sirènes apparaissent comme des oiseaux à tête de femme. Par la suite, elles acquièrent des bras, puis une poitrine humaine, attributs peut-être seulement esthétiques, même s’ils constituent des éléments supplémentaires de séduction, puisque les sirènes sont désormais représentées jouant d’un instrument, flûte ou cithare. Ainsi, elles s’humanisent au cours de l’Antiquité pour devenir des femmes ailées chez les Romains et les Étrusques, comme en témoigne la mosaïque représentant le bateau d’Ulysse, trouvée à Dougga.

## Réécritures modernes du mythe
Guillaume Apollinaire dans « Lul de Faltenin », un des poèmes les plus obscurs d’Alcools, évoque les sirènes : « Sirènes j’ai rampé vers vos / Grottes tiriez aux mers la langue / En dansant devant leurs chevaux / puis battiez de vos ailes d’anges / Et j’écoutais vos chœurs rivaux » ; « Sirènes enfin je descends / Dans une grotte avide J’aime / Vos yeux Les degrés sont glissants / Au loin que vous devenez naines / N’attirez plus aucun passant ». Selon certaines interprétations ce poème serait une allégorie érotique : « le nom "Lul" désigne en wallon le sexe masculin, tandis que "Faltenin" dériverait de phallum tenens ("tenant le phallus") ; les "grottes" des sirènes ont une résonance sexuelle manifeste » ; cependant il est difficile au lecteur de savoir si Lul est vaincu par les sirènes, ou s'il préserve sa chasteté. 
Franz Kafka a composé une nouvelle en 1917 intitulée Le Silence des Sirènes, dans laquelle il imagine que les sirènes se sont tues au passage d'Ulysse. Selon le psychanalyste Hervé Bentata, dans cette nouvelle, « Ulysse a cru entendre leur chant, il a cru entendre ce qu’il craignait d’entendre, c’est-à-dire l’objet de son désir. »
James Joyce, dans Ulysse, représente au chapitre 11, intitulé « Sirens », deux barmaids qui tentent leurs clients, Miss Douce et Miss Kennedy ; « l’ambiance générale du bar, l’alcool, le nationalisme, participent ensemble à entraîner les gens dans une danse macabre de séduction, de désir et de jouissance. »
|                                |
| Les Sirènes (1867), Léon Belly |

|                                   |
| The Siren (1888), Edward Armitage |

|                                                       |
| Ulysse et les Sirènes (1891), John William Waterhouse |

| Painting of a siren depicted as a fish-chimera |
| The Siren (c. 1900), John William Waterhouse   |

|                                                        |
| Ulysses and the Sirens (c. 1909), Herbert James Draper |

## Sources antiques
- Pseudo-Apollodore, Bibliothèque [détail des éditions] [lire en ligne] (I, 7, 10), Épitome [détail des éditions] [lire en ligne] (VII, 18).
- Apollonios de Rhodes, Argonautiques [détail des éditions] [lire en ligne] (IV, 885 et suiv.).
- Homère, Odyssée [détail des éditions] [lire en ligne] (XII, 40 et suiv.).
- Hygin, Fables [détail des éditions] [(la) lire en ligne] (CXXV).
- (en + grc) Souda (lire en ligne) (entrée σειρῆνας)
- Nonnos de Panopolis, Dionysiaques [détail des éditions] [lire en ligne] (II, 11 ; XIII, 314).
- Ovide, Métamorphoses [détail des éditions] [lire en ligne] (V, 555 ; XIV, 88).
- Pline l'Ancien, Histoire naturelle [détail des éditions] [lire en ligne].
- Strabon, Géographie [détail des éditions] [lire en ligne] (V, 4, 7 ; VI, 1, 1).
- Valerius Flaccus, Argonautiques [détail des éditions] [lire en ligne] (IV, 428).
- Virgile, Énéide [détail des éditions] [lire en ligne] (III, 212 ; VII, 116 et suiv.).